# Österreichische Neutralität

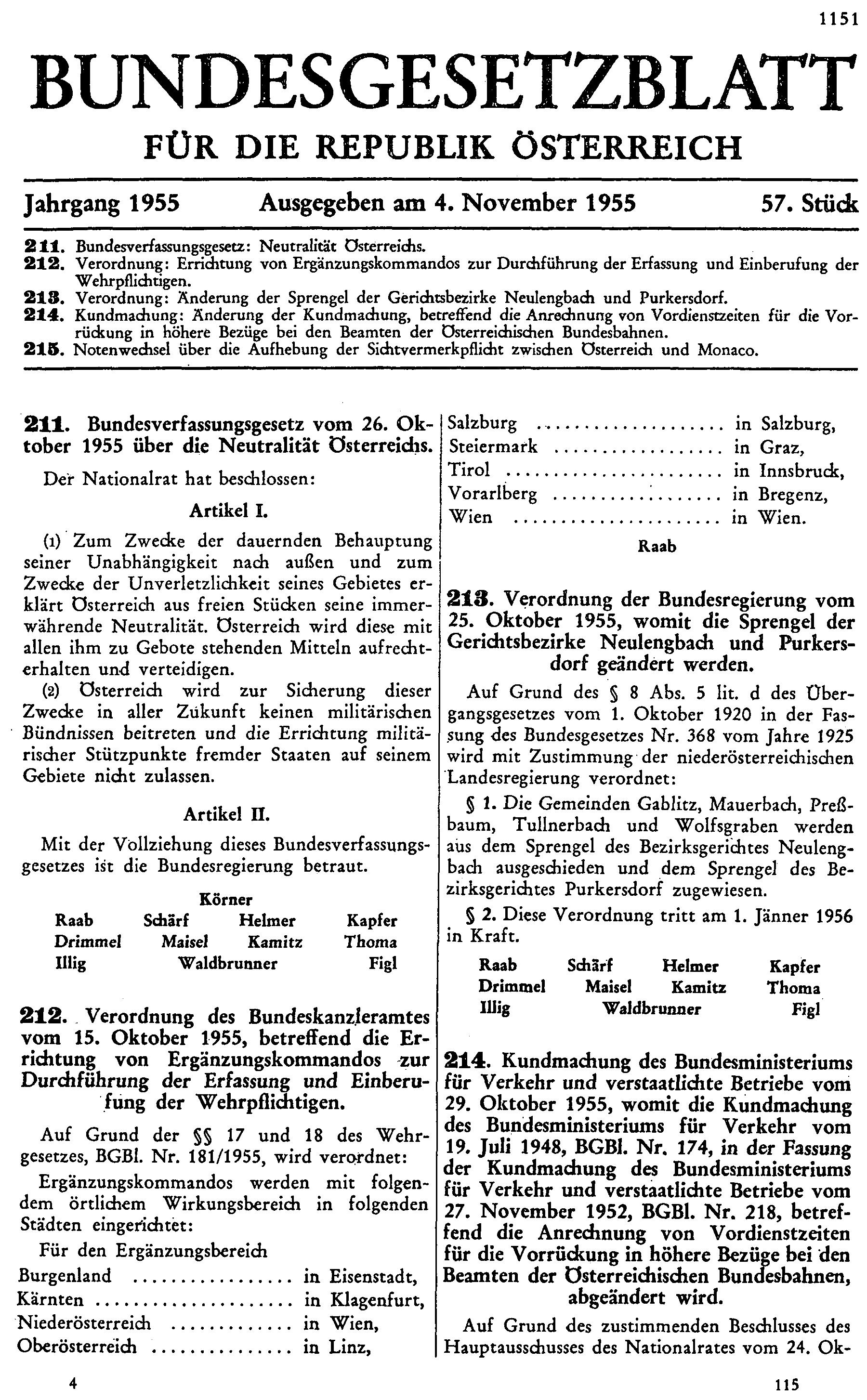
Bundesgesetzblatt vom 4. November 1955: Bundesverfassungsgesetz vom 26. Oktober 1955 über die Neutralität Österreichs.

Die österreichische Neutralität ist seit ihrer Beschlussfassung am 26. Oktober 1955 – einen Tag nach dem Abzug der Besatzungstruppen aus Österreich – ein grundlegendes Element in der Außenpolitik Österreichs. Seit 1965 ist der 26. Oktober in Erinnerung daran Nationalfeiertag der Republik Österreich.

## Verfassungsmäßige Definition
Die gesetzlichen Bestimmungen finden sich im Neutralitätsgesetz 1955 sowie in der jeweils aktuellen Fassung der Bundesverfassung. Mit der Formulierung „Immerwährende Neutralität“ wurde ein üblicher Begriff des Völkerrechts verwendet. Österreich hat die militärische Bündnisfreiheit nach dem EU-Beitritt weitgehend aufrechterhalten, beteiligt sich allerdings an der Gemeinsamen Außen- und Sicherheitspolitik der EU.

### Bundesverfassungsgesetz vom 26. Oktober 1955 über die Neutralität Österreichs
Artikel 1
(1) Zum Zwecke der dauernden Behauptung seiner Unabhängigkeit nach außen und zum Zwecke der Unverletzlichkeit seines Gebietes erklärt Österreich aus freien Stücken seine immerwährende Neutralität. Österreich wird diese mit allen ihm zu Gebote stehenden Mitteln aufrechterhalten und verteidigen.
(2) Österreich wird zur Sicherung dieser Zwecke in aller Zukunft keinen militärischen Bündnissen beitreten und die Errichtung militärischer Stützpunkte fremder Staaten auf seinem Gebiete nicht zulassen.

### Art. 9a Abs. 1 Bundes-Verfassungsgesetz
Österreich bekennt sich zur umfassenden Landesverteidigung. Ihre Aufgabe ist es, die Unabhängigkeit nach außen sowie die Unverletzlichkeit und Einheit des Bundesgebietes zu bewahren, insbesondere zur Aufrechterhaltung und Verteidigung der immerwährenden Neutralität. Hierbei sind auch die verfassungsmäßigen Einrichtungen und ihre Handlungsfähigkeit sowie die demokratischen Freiheiten der Einwohner vor gewaltsamen Angriffen von außen zu schützen und zu verteidigen.

### Art. 23j Bundes-Verfassungsgesetz
(Quelle:)
(1) Österreich wirkt an der Gemeinsamen Außen- und Sicherheitspolitik der Europäischen Union auf Grund des Titels V Kapitel 1 und 2 des Vertrags über die Europäische Union in der Fassung des Vertrags von Lissabon mit, der in Art. 3 Abs. 5 und in Art. 21 Abs. 1 insbesondere die Wahrung beziehungsweise Achtung der Grundsätze der Charta der Vereinten Nationen vorsieht. Dies schließt die Mitwirkung an Aufgaben gemäß Art. 43 Abs. 1 dieses Vertrags
Art. 43 Abs. 1 EU-Vertrag: Die in Artikel 42 Absatz 1 vorgesehenen Missionen, bei deren Durchführung die Union auf zivile und militärische Mittel zurückgreifen kann, umfassen gemeinsame Abrüstungsmaßnahmen, humanitäre Aufgaben und Rettungseinsätze, Aufgaben der militärischen Beratung und Unterstützung, Aufgaben der Konfliktverhütung und der Erhaltung des Friedens sowie Kampfeinsätze im Rahmen der Krisenbewältigung einschließlich Frieden schaffender Maßnahmen und Operationen zur Stabilisierung der Lage nach Konflikten. Mit allen diesen Missionen kann zur Bekämpfung des Terrorismus beigetragen werden, unter anderem auch durch die Unterstützung für Drittländer bei der Bekämpfung des Terrorismus in ihrem Hoheitsgebiet.
sowie an Maßnahmen ein, mit denen die Wirtschafts- und Finanzbeziehungen zu einem oder mehreren Drittländern ausgesetzt, eingeschränkt oder vollständig eingestellt werden. Auf Beschlüsse des Europäischen Rates über eine gemeinsame Verteidigung ist Art. 50 Abs. 4 sinngemäß anzuwenden.
Aus Art. 50 Abs. 4 B-VG: … nur mit Genehmigung des Nationalrates und mit Zustimmung des Bundesrates abgeschlossen werden. Diese Beschlüsse bedürfen jeweils der Anwesenheit von mindestens der Hälfte der Mitglieder und einer Mehrheit von zwei Dritteln der abgegebenen Stimmen.
(2) Für Beschlüsse im Rahmen der Gemeinsamen Außen- und Sicherheitspolitik der Europäischen Union auf Grund des Titels V Kapitel 2 des Vertrags über die Europäische Union in der Fassung des Vertrags von Lissabon gilt Art. 23e Abs. 3 sinngemäß.
Art. 23e Abs. 3 B-VG: Hat der Nationalrat eine Stellungnahme zu einem Vorhaben erstattet, das auf die Erlassung eines verbindlichen Rechtsaktes gerichtet ist, der sich auf die Erlassung von Bundesgesetzen auf dem im Rechtsakt geregelten Gebiet auswirken würde, so darf der zuständige Bundesminister bei Verhandlungen und Abstimmungen in der Europäischen Union nur aus zwingenden integrations- und außenpolitischen Gründen von dieser Stellungnahme abweichen. Beabsichtigt der zuständige Bundesminister, von der Stellungnahme des Nationalrates abzuweichen, so hat er den Nationalrat neuerlich zu befassen. Ist das Vorhaben auf die Erlassung eines verbindlichen Rechtsaktes gerichtet, der entweder die Erlassung bundesverfassungsgesetzlicher Bestimmungen erfordern würde oder Regelungen enthält, die nur durch solche Bestimmungen getroffen werden könnten, so ist eine Abweichung jedenfalls nur zulässig, wenn ihr der Nationalrat innerhalb angemessener Frist nicht widerspricht. Der zuständige Bundesminister hat dem Nationalrat nach der Abstimmung in der Europäischen Union unverzüglich Bericht zu erstatten und ihm gegebenenfalls die Gründe mitzuteilen, aus denen er von der Stellungnahme abgewichen ist.
(3) Bei Beschlüssen über die Einleitung einer Mission außerhalb der Europäischen Union, die Aufgaben der militärischen Beratung und Unterstützung, Aufgaben der Konfliktverhütung und der Erhaltung des Friedens oder Kampfeinsätze im Rahmen der Krisenbewältigung einschließlich Frieden schaffender Maßnahmen und Operationen zur Stabilisierung der Lage nach Konflikten umfasst, sowie bei Beschlüssen gemäß Art. 42 Abs. 2 des Vertrags über die Europäische Union in der Fassung des Vertrags von Lissabon betreffend die schrittweise Festlegung einer gemeinsamen Verteidigungspolitik ist das Stimmrecht im Einvernehmen zwischen dem Bundeskanzler und dem für auswärtige Angelegenheiten zuständigen Bundesminister auszuüben.
(4) Eine Zustimmung zu Maßnahmen gemäß Abs. 3 darf, wenn der zu fassende Beschluss eine Verpflichtung Österreichs zur Entsendung von Einheiten oder einzelnen Personen bewirken würde, nur unter dem Vorbehalt gegeben werden, dass es diesbezüglich noch der Durchführung des für die Entsendung von Einheiten oder einzelnen Personen in das Ausland verfassungsrechtlich vorgesehenen Verfahrens bedarf.

## Entwicklung zum Neutralitätsgesetz
Die Überlegung, dass Österreich auf Grund seiner Lage im Zentrum Europas am besten neutral sei, wurde vom letzten k.k. Ministerpräsidenten Heinrich Lammasch bereits kurz nach dem Ende des Ersten Weltkrieges formuliert. Sie konnte damals kaum Fuß fassen, da die meisten deutschsprachigen Österreicher den Anschluss an das demokratische Deutschland erstrebten (Beschluss der Provisorischen Nationalversammlung vom 12. November 1918).
Nach 1945 begannen Verhandlungen zwischen der österreichischen Regierung und den Vertretern der vier alliierten Besatzungsmächte, die sehr lang nicht zum Ziel führten, weil die Sowjetunion dem Abzug ihrer Truppen nicht zustimmte. Erst nach dem Tod Stalins 1953 trat ein gewisses Tauwetter ein.
Die Neutralität war bereits früher vom damaligen Bundespräsidenten Karl Renner vorgeschlagen, von der Bundesregierung jedoch nicht forciert worden: Man wollte ein eindeutig westlicher Staat sein und mit Neutralismus und Blockfreiheit nichts zu tun haben. 1954 verlangte Moskau bei der Berliner Außenministerkonferenz Österreichs Neutralität. Darüber gab es mit allen vier Alliierten eingehende Gespräche. Schließlich begaben sich Bundeskanzler Julius Raab, Vizekanzler Adolf Schärf, Außenminister Leopold Figl und Staatssekretär Bruno Kreisky im Frühjahr 1955 zu Verhandlungen nach Moskau.
Am 15. April 1955 wurde das Moskauer Memorandum unterzeichnet: Österreich verpflichtete sich politisch (rechtlich war das Memorandum kein Vertrag), sich nach Abzug der Besatzungstruppen „aus freien Stücken“ für militärisch neutral zu erklären. Im Gegenzug versprach die Sowjetunion, den Staatsvertrag zu unterzeichnen, was dann genau einen Monat später geschah.
Österreichs Verhandler nutzten in Moskau die Erklärung Neutralität nach dem Muster der Schweiz, um klarzustellen, dass es sich nicht um Gesinnungsneutralität oder einen „dritten Weg“ zwischen West und Ost handeln könne, dass aber die gesamte Politik, somit auch die Wirtschaftspolitik, darauf ausgerichtet sein müsse, in einem Kriegsfall die Neutralität aufrechterhalten zu können. Weiters konnten sie vermeiden, dass die Neutralität Bestandteil des Staatsvertrages wurde und Österreich somit zur Rechenschaft über seine Neutralitätspolitik verpflichtet werden konnte.
Der Beschluss des Neutralitätsgesetzes steht somit in direktem politischen (aber nicht rechtlichen) Zusammenhang mit dem Österreichischen Staatsvertrag vom 15. Mai 1955, durch den Österreich nach der NS-Herrschaft (1938–1945), dem Ende des Zweiten Weltkrieges und der darauf folgenden Besatzungszeit (1945–1955) seine volle staatliche Souveränität wiedererlangte.
Die Neutralität Österreichs wurde der Völkergemeinschaft bekanntgegeben, von dieser aber nicht garantiert; sie basiert also nicht auf einem internationalen Vertrag, sondern auf einer einseitigen Erklärung.

## Neutralitätspolitik
Die erste Bewährungsprobe der österreichischen Neutralität war der ungarische Volksaufstand gegen die sowjetische Besatzung im Jahr 1956. Das gerade erst geschaffene Bundesheer hatte den Auftrag, die Grenzen gegen bewaffnete Truppen abzusichern. Der Schießbefehl für den Fall, dass die Grenze überschreitende fremde Soldaten sich nicht sofort entwaffnen lassen, musste (abgesehen von einem Zwischenfall) nicht ausgeführt werden, weil die Sowjetarmee Österreichs Staatsgrenze nicht verletzte. Kurzfristig wurden in Österreich mehr als 180.000 ungarische Flüchtlinge aufgenommen und versorgt, bis sie später größtenteils in andere Länder weiterreisen konnten.
Trotz der Erklärung der immerwährenden Neutralität betrieb Österreich seit Wiedererlangung seiner Souveränität eine aktive Außenpolitik. Es trat bereits am 14. Dezember 1955 den Vereinten Nationen bei.
Eine weitere Bewährungsprobe war die Niederschlagung des Prager Frühlings durch Truppen des Warschauer Paktes im August 1968. Wie schon 1956 nahm Österreich erneut eine große Zahl von Flüchtlingen auf und bezog dabei auch klar Stellung gegen das Vorgehen der Sowjetunion. Auch in diesem Fall wurden die Grenzen Österreichs von den fremden Armeen respektiert.
Im Rahmen der UNO nahmen immer wieder Soldaten (vor allem Sanitätseinheiten und militärische Beobachter) an friedenserhaltenden Einsätzen teil (bis 2005: 60); z. B. Einsätze im ehemaligen Belgisch-Kongo (1960–1964), auf Zypern und auf den Golanhöhen im Nahen Osten.
Im September 1961 war Österreich Gründungsmitglied der aus der Organisation for European Economic Co-operation (OEEC) hervorgegangenen Organisation für wirtschaftliche Zusammenarbeit und Entwicklung (OECD). Mehrere internationale Organisationen haben in Wien ihren Sitz, darunter seit 1957 die Internationale Atomenergieorganisation (IAEO), seit 1965 die Organisation erdölexportierender Länder (OPEC) und seit 1966 die Organisation der Vereinten Nationen für industrielle Entwicklung (UNIDO).
1979 wurde das Vienna International Centre („UNO-City“) als dritter ständiger Amtssitz der Vereinten Nationen eröffnet. Hier sind u. a. der Hohe Flüchtlingskommissar der Vereinten Nationen (UNHCR) und die Internationale Kommission für europäische Auswanderung (ICEM) beheimatet. Die Regierung Kreisky vertrat die Auffassung, die Ansiedlung internationaler Organisationen in Wien sei für das Land ein besserer Schutz als ein erhöhtes Verteidigungsbudget.

## Von der Neutralität zurPartnerschaft für den Frieden
Seit 1991 kann die Bundesregierung die Aus- oder Durchfuhr von Kriegsmaterial erlauben, wenn dies zur Umsetzung von Resolutionen des Sicherheitsrates der Vereinten Nationen geschieht. Seit 2001 gilt dies auch für entsprechende Beschlüsse des Europäischen Rats, der OSZE und Friedensoperationen anderer internationaler Organisationen nach UNO-Grundsätzen. Von dieser Möglichkeit wurde 1991 durch die Erteilung von Durchfuhr- und Überfluggenehmigungen an die USA im Rahmen des Golfkrieges Gebrauch gemacht. Im März 2015 gab das Verteidigungsministerium an, dass es monatlich Tausende Anfragen für Überflüge und Hunderte für Landtransporte gebe.
Die Neutralität war lange Zeit ein wichtiger Hindernisgrund für Österreich, den Europäischen Gemeinschaften beizutreten, da die weitgehende Aufgabe der wirtschaftlichen Selbstständigkeit als mit der Neutralität unvereinbar angesehen wurde. Dazu kam, dass auch der Staatsvertrag von 1955 eine wirtschaftliche Vereinigung mit Deutschland verbietet, was insbesondere in der Zeit des Kalten Krieges bedeutsam war. Dennoch stellte Österreich am 17. Juli 1989, also noch kurz vor der „Wende“, ein Beitrittsgesuch zu den EG, und am 1. Jänner 1995 erfolgte der Beitritt zur in der Zwischenzeit aus den EG hervorgegangenen Europäischen Union.
Der schon spätestens seit 1989 bemerkbare Wandel des Neutralitätsverständnisses führte 1993, anlässlich des Inkrafttretens des Maastrichter Vertrages, zu einer Neuinterpretation derselben durch die Bundesregierung. Demnach erschöpfe sich die Wirkung der Neutralität überwiegend in den in Art. 1 Abs. 2 des Neutralitätsgesetzes genannten Punkten.
Zwecks Beteiligung an der Gemeinsamen Außen- und Sicherheitspolitik der EU wurde der Artikel 23f (nunmehr Artikel 23j) der Bundesverfassung geschaffen, der Österreich die Teilnahme an humanitären Aufgaben und Rettungseinsätzen, friedenserhaltenden Aufgaben sowie Kampfeinsätzen bei der Krisenbewältigung einschließlich friedensschaffender Maßnahmen (Petersberg-Aufgaben) ermöglicht.
1994 ist Österreich der NATO-Partnerschaft für den Frieden beigetreten.
1999 hat die von den USA geführte NATO-Koalition im Kosovokrieg für ihre Luftangriffe in Serbien den österreichischen Luftraum benutzt, obwohl Österreich dies nicht gestattet hatte. Gegen die insgesamt 61 Flugzeuge wurde diplomatisch protestiert, es wurden aber keine Abfangjäger eingesetzt.
Neben der Teilnahme an verschiedenen EU-Battlegroups, zum Beispiel der Battlegroup 107, bestehend aus deutschen, niederländischen, finnischen und litauischen Verbänden oder der deutsch-österreichisch-tschechischen Battlegroup, beteiligt sich das österreichische Bundesheer auch regelmäßig an gemeinsamen internationalen Gefechtsübungen, hauptsächlich mit der deutschen Bundeswehr. So zum Beispiel vom 9. bis 27. März 2015 auf dem hochalpinen Truppenübungsplatz Lizum/Walchen, während der binationalen Bundesheer-Bundeswehr-Brigadegefechtsübung „Edelweiß 2015“. Trainiert wurde dabei unter extremen Wetterbedingungen und in schwierigem Gelände, um die Kampffähigkeit im winterlichen Hochgebirge aufrechtzuerhalten.
Ein immer wiederkehrender Streitpunkt in der österreichischen Politik sind Waffenlieferungen an andere Länder (vgl. Österreichische Militärgeschichte).

## Politische Diskussion in der Gegenwart
Zahlreiche Meinungsumfragen belegen, dass die Neutralität im Lauf der Jahrzehnte von der Mehrheit der Bevölkerung voll akzeptiert wurde und als Teil der österreichischen Identität empfunden wird.
Seit dem Fall des Eisernen Vorhanges und dem Beitritt zur Europäischen Union ist die Neutralität allerdings immer wieder im Gespräch. Vorstöße im Sinne einer „solidarischeren“ Außenpolitik (etwa eines NATO-Beitritts) kamen vor allem von Politikern der ÖVP namentlich von Wolfgang Schüssel sowie dem BZÖ, während SPÖ und FPÖ sich eher bedeckt hielten oder dazu tendierten, an dem (von ihnen ursprünglich gar nicht präferierten) Neutralitätskonzept festzuhalten. Die (als populistisch geltende) Kronen-Zeitung und ihr Herausgeber Hans Dichand vertraten ebenfalls die Position einer Aufrechterhaltung der „Immerwährenden Neutralität“. Eine intensive Diskussion entstand beispielsweise über die Frage der Beistandspflicht im letztlich nicht zu Stande gekommenen EU-Verfassungsvertrag sowie bei der Beteiligung Österreichs an der EU-Eingreiftruppe.
Aufgrund der eindeutigen Meinungslage der Bevölkerung vermieden es die Regierungen der letzten Jahre nach Auffassung von Kommentatoren bisher aus vor allem wahltaktischen Gründen, offiziell festzustellen, dass die Vollneutralität Österreichs heute nicht mehr besteht und auch die verbleibende Bündnisfreiheit außen- bzw. EU-politischer Zweckmäßigkeit entsprechend interpretiert wird. Unter Verfassungsjuristen wird diskutiert, ob der formelle Widerruf des Neutralitätsgesetzes als Gesamtänderung der Bundesverfassung zu interpretieren sei und daher von Gesetzes wegen eine Volksabstimmung erfordere. Das Gesetz ist allerdings ohne Volksabstimmung zu Stande gekommen und auch der durch Volksabstimmung legitimierte EU-Beitritt wird als Argument gegen einen Bestandsschutz im Sinne des Art. 44. Abs. 3 B-VG angeführt.
Die Auffassung, dass Österreichs Neutralität im klassischen Sinn nicht mehr bestehe, wird immer wieder von Experten der Landesverteidigungsakademie Wien vorgebracht. Dabei wird regelmäßig davon ausgegangen, dass „EU und NATO künftig noch enger zusammenarbeiten werden“. Zwischen NATO und EU gebe es, seit 2003 vertraglich vereinbart, eine „strategische Partnerschaft“ als Grundlage für die gemeinsame Sicherheit. Die Vereinbarung erlaube der EU den Rückgriff auf NATO-Mittel und -Kapazitäten, um eine militärische Operation durchzuführen.
Eine repräsentative Umfrage in der Schweiz und in Österreich während des russischen Überfalls auf die Ukraine 2022 ergab, dass die Mehrheit der österreichischen Bevölkerung an der Neutralität festhält und sich für eine ausreichende militärische Verteidigungsfähigkeit des Landes ausspricht. Dabei kann sich allerdings die Eigen- von der Fremdwahrnehmung unterscheiden, wenn beispielsweise die Sprecherin des russischen Außenministeriums, Maria Sacharowa, am 23. Mai 2023 sagte: „Österreich, das sich gegenüber Russland eindeutig auf die Seite des Westens in seiner feindlichen Politik gestellt hat, hat seine bisher unabhängige Rolle in der Außenpolitik aufgegeben und das Prinzip der Neutralität über Bord geworfen“.